# 울산남부초등학교
울산남부초등학교(蔚山南部初等學校)는 대한민국 울산광역시 남구에 있는 공립 초등학교이다.

## 학교 연혁
- 1981.03.01 달동초등학교로 설립인가
- 1981.09.01 대현초등학교에서 분리 개교
- 1981.09.07 울산남부초등학교로 개명
- 2004.03.01 용연초등학교로 학생 일부가 분리되었다.
- 2005.09.05 울산광역시강남교육지원청 발명교실 신설 지정
- 2006.03.02 - 2008.02.29 발명교육 시범학교 운영 (시 지정 연구학교)
- 2007.12.22 본교 현대화사업 완공
- 2010.03.01 이선진 교장 취임(제12대)
- 2011.02.21 제30회 졸업식 (졸업생 남 90명, 여 85명, 계 175명), 총 6,752
- 2011.02.28 울산남부초등학교 역사관 조성
- 2011.03.01 35학급(특수학급 1학급 포함) 편성
- 2011.03.02 발명교육 선도학교 운영 (특허청 발명교육 연구시범학교)
- 2012.03.01 34학급(특수학급 1학급 포함) 편성
- 2014.03.01 제13대 김형일 교장선생님 취임
- 2014.03.01 32학급 편성
- 2018.12.20 제15대 김광연 교장선생님 취임[1]
- 2021학년도 5학년 울산강남영재교육원 정보,발명반 학교로 뽑힘

## 사건 사고
- 1997년 3월 3일 개학식에 참석하기 위해 계단에서 굴러 핸드레일(손잡이) 설치를 하지 않는 채로 압사 사고가 발생되어 전교생 중 1명이 숨지고, 12명이 크게 부상했다.

## 참고 자료
- 울산남부초등학교 - 한국교육학술정보원 학교알리미